# Kantonale Volksabstimmung «Für eine Beschränkung der Besoldung»
Die Kantonale Volksabstimmung «Für eine Beschränkung der Besoldung» war eine Volksabstimmung im Schweizer Kanton Luzern, die am 21. Mai 2000 stattfand. Inhalt der Abstimmung war eine Vergütungslimite von jährlich 180'000 Franken bei Behördenmitgliedern, Beamten und andern Angestellten des öffentlichen Dienstes vom Kanton Luzern.

## Hintergründe und Inhalt
In den Rezessionsjahren 1991 bis 1997 verbuchte der Kanton Luzern ein jährliches Defizit, was zu einem Schuldenberg von rund 2 Milliarden Franken und täglichen Schuldzinsen von über 200'000 Franken führte. Um gegen diese Situation entgegenzuwirken, reichten vier Personen ihre Initiative «Für eine Beschränkung der Besoldung» am 20. August 1998 beim Regierungsrat ein. Der Grosse Rat hat die Initiative am 22. November 1999 einstimmig abgelehnt, womit die Initiative gesetzlich festgelegt einer Volksabstimmung untersteht. Als Gründe zur Ablehnung nannte der Regierungsrat:
- Das 1998 erstmals wieder mit einer positiven Bilanz abgeschlossen wurde und dies auch für 1999 prognostiziert würde. Man sah die in den letzten Jahren bereits eingeführten Sparmassnahmen bereits als genügend und die von der Initiative geforderten Besoldungs-Beschränkung als überflüssig.
- Mit der Initiative nur etwa 1,8 % der gesamten Personalkosten eingespart werden könne
- Das mit einer Beschränkung der Besoldung qualifizierte Beamte entweder in andere Kanton auswandern könnten, oder jedoch in die Privatwirtschaft wechseln könnten. Nebst dieser Abwanderung fürchtete man ebenso bei zukünftigen Anstellungen keine geeigneten Bewerber mehr finden zu können und das allgemein die Leistungsbereitschaft und Arbeitsmotivation sinken würde. Durch die besonders starke Auswirkung im medizinischen Bereich (siehe Tabelle), sah man diese im Falle einer Initiativannahme als gefährdet.
- Die Initiative nicht gesetzeskonform ist, da mit ihr nur eine Gruppe von Mitarbeitern betroffen würde, was der in der Bundesverfassung verankerten Gebot der Rechtsgleichheit widerspricht. Bei einer Annahme der Initiative müssten also zwangsläufig auch die Löhne mit einer Jahresbesoldung unter 180'000 Franken gekürzt werden.
- Die Löhne Luzerner Magistratspersonen im kantonalen Vergleich bereits eher im unteren Bereich liegen

Zur Verdeutlichung veröffentlichte der Regierungsrat in ihrem Bericht an die Stimmberechtigten eine Tabelle, welche aufzeigt welche Auswirkung eine Besoldungsbeschränkung von 180'000 Franken im Jahr 1998 zur Folge gehabt hätte:
| Einsparung in Fr. | Bereich                           | Anzahl betroffener Personen |
| ----------------- | --------------------------------- | --------------------------- |
| 12,2 Mio.         | Ärzteschaft                       | 91                          |
| 0,5 Mio.          | Regierungsmitgliedern und Richter | 26                          |
| 0,3 Mio.          | Chefbeamten                       | 12                          |

## Abstimmungsergebnis
Die höchste Ablehnung erfuhr die Initiative im Amt Luzern mit nur 38 % Ja-Stimmen. Im Amt Entlebuch fand sowohl die höchste Stimmbeteiligung statt, wie auch die grösste Zustimmung zur Initiative (43 % Ja-Stimmen) unter den Ämtern. Mit einem kantonalen Durchschnitt von 39,4 % Ja-Stimmen wurde die Initiative abgelehnt.
| Amt       | Stimmbeteiligung | Ja (Anzahl) | Nein (Anzahl) | Ja (Prozent) | Nein (Prozent) | Annahme |
| --------- | ---------------- | ----------- | ------------- | ------------ | -------------- | ------- |
| Entlebuch | 60,51 %          | 3'303       | 4'357         | 43.12 %      | 56.88 %        | Nein    |
| Hochdorf  | 51,44 %          | 7'970       | 11'236        | 41.50 %      | 58.50 %        | Nein    |
| Luzern    | 52,30 %          | 20'382      | 33'183        | 38.05 %      | 61.95 %        | Nein    |
| Sursee    | 54,16 %          | 8'580       | 12'943        | 39.86 %      | 60.14 %        | Nein    |
| Willisau  | 53,81 %          | 6'369       | 9'894         | 39.16 %      | 60.84 %        | Nein    |
| Total (5) | 53,16 %          | 46'604      | 71'613        | 39.42 %      | 60.58 %        | Nein    |

## Initiativstext
Gestützt auf § 41bis der Staatsverfassung stellen die Initianten folgendes Begehren in der Form des ausgearbeiteten Entwurfs und beantragen, das Personalrecht mit folgender Gesetzesbestimmung zu ergänzen:
Beschränkung der Besoldungen
Mitgliedern von Behörden oder Amtsstellen, Beamten und Angestellten dürfen keine Besoldungen, Saläre, sonstige Entschädigungen und Zulagen vergütet werden, die in der Summe den
Betrag von Fr. 180'000.– jährlich übersteigen, ohne die künftig bewilligten Teuerungszulagen.